# Smulterö
Smulterö  eller Smulterön (fi. Mansikkasaari) är en ö i stadsdelen Brändö i Vasa. Ön ligger i den västra delen av Brändö och är med en kort bro över Brändö sund förbunden med fastlandet. Den mindre ön Beckholmen  (fi. Pikisaari) är med en vägbank förbunden med Smulterö.
Öns area är 6,3 hektar och dess största längd är 0,6 kilometer i sydöst-nordvästlig riktning. På Smulterö finns en allmän badstrand. År 1903 anlade Metvikens mekaniska verkstad ett skeppsvarv på ön.